# 克拉馬斯縣
克拉馬斯縣（英語：Klamath County，發音： /ˈklæməθ/ KLAM-əth）是美国俄勒冈州南部的一個郡，南鄰加利福尼亚州，面積15,892平方公里。根據2020年美國人口普查，克拉馬斯縣共有人口69,413人。克拉馬斯縣的縣治為克拉馬斯佛斯（Klamath Falls）。

## 歷史
克拉馬斯縣成立於1882年10月17日，其縣名來自當地的印地安人的一支「克拉馬斯人」。
克拉馬斯人早在10000年前已定居在此。於1846年，歐裔美國人開始來到這一帶探索，並與原住民爭奪食物和水。之後，歐裔美國人開始在此定居，因而加劇了他們與原住民的衝突。這些歐裔美國人侵占原住民的狩獵領地作農田用，並最終成功把原住民迫遷進印第安人保留區。
於1864年10月14日，歐裔美國人與原住民和解，並設立了「克拉馬斯印第安人保留區」。
於1954年，美國政府依據《印第安重組法案》取消了克拉馬斯印第安人保留區，並以金錢賠償保留區居民。

## 地理
根據2000年人口普查，克拉馬斯縣的總面積為6,136平方英里（15,890平方），其中有5,944平方英里（15,390平方），即96.88%為陸地；192平方英里（500平方），即3.12%為水域。克拉馬斯縣既是俄勒岡州面積第四大的縣份，亦是美國面積第40大的縣份。

### 毗鄰縣
- 俄勒岡州 傑克遜縣：西方
- 俄勒岡州 道格拉斯縣：西北方
- 俄勒岡州 萊恩郡：西北方
- 俄勒岡州 德舒特縣：北方
- 俄勒岡州 萊克縣：東方
- 加利福尼亞州 锡斯基尤县：南方
- 加利福尼亞州 莫多克郡：南方

### 國家保護區

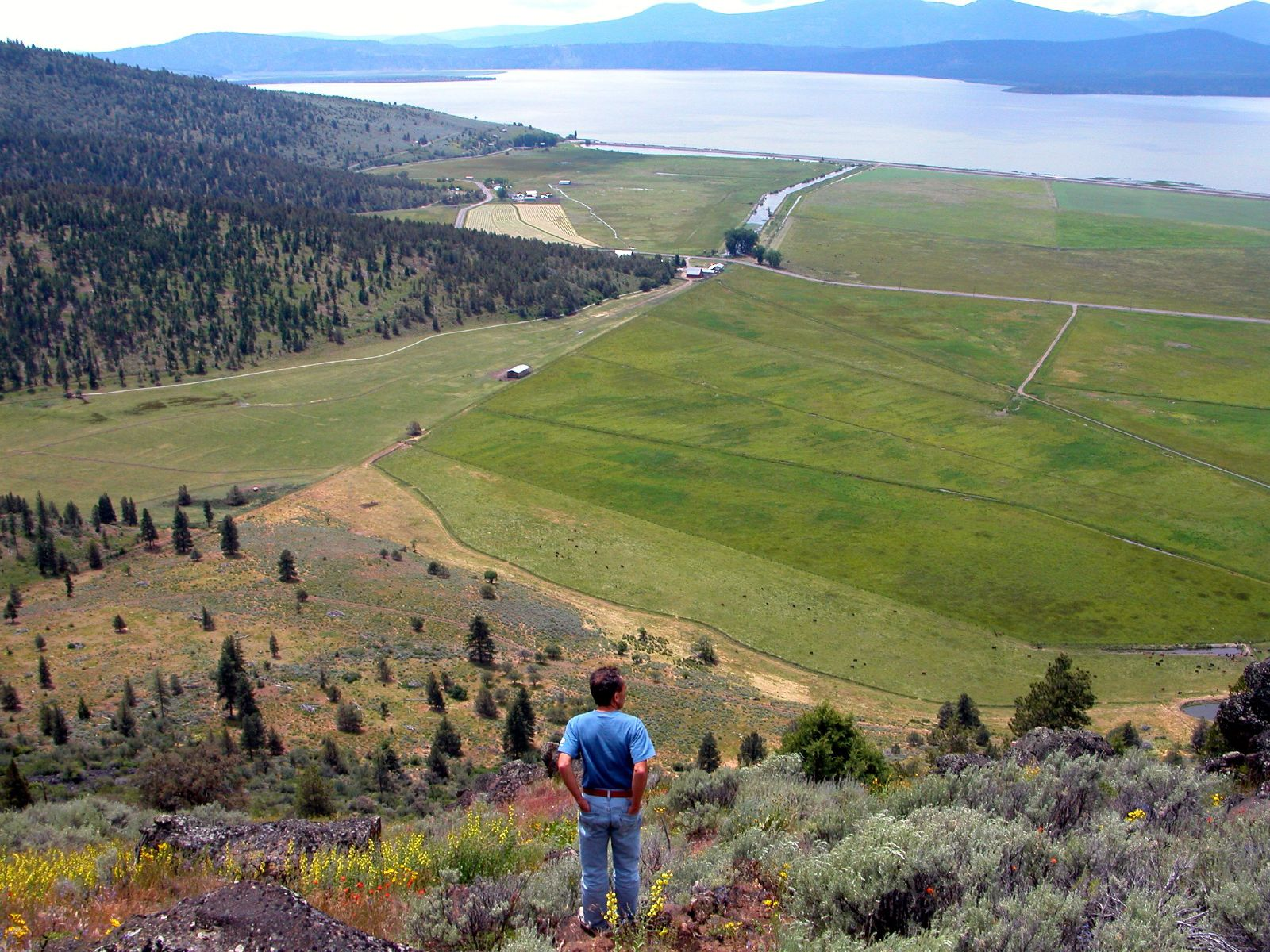
克拉馬斯縣的全景圖，背景為克拉馬斯湖

- 熊谷國家野生動物保護區（英语：Bear Valley National Wildlife Refuge）
- 火山口湖國家公園（部分）
- 德舒特国家森林（部分）
- 弗里蒙特國家森林（英语：Fremont National Forest）（部分）
- 克拉馬斯沼澤國家野生動物保護區（英语：Klamath Marsh National Wildlife Refuge）
- 下克拉馬斯國家野生動物保護區（英语：Lower Klamath National Wildlife Refuge）（部分）
- 罗格河-锡斯基尤国家森林（部分）
- 上克拉瑪斯國家野生動物保護區（英语：Upper Klamath National Wildlife Refuge）
- 维纳玛国家森林（部分）

## 人口
| 调查年            | 人口   | 备注 | %±     |
| ----------------- | ------ | ---- | ------ |
| 1890              | 2,444  |      | —      |
| 1900              | 3,970  |      | 62.4%  |
| 1910              | 8,554  |      | 115.5% |
| 1920              | 11,413 |      | 33.4%  |
| 1930              | 32,407 |      | 183.9% |
| 1940              | 40,497 |      | 25.0%  |
| 1950              | 42,150 |      | 4.1%   |
| 1960              | 47,475 |      | 12.6%  |
| 1970              | 50,021 |      | 5.4%   |
| 1980              | 59,117 |      | 18.2%  |
| 1990              | 57,702 |      | −2.4%  |
| 2000              | 63,775 |      | 10.5%  |
| 2010              | 66,380 |      | 4.1%   |
| [ 7 ] [ 8 ] [ 9 ] |        |      |        |

根據2000年人口普查，克拉馬斯縣擁有63,775居民、25,205住戶和17,290家庭。其人口密度為每平方英里11居民（每平方公里4居民）。克拉馬斯縣擁有28,883間房屋单位，其密度為每平方英里5間（每平方公里2間）。克拉馬斯縣的人口是由87.33%白人、0.63%黑人、4.19%土著、0.8%亞洲人、0.12%太平洋岛民、3.45% 其他種族和3.47%混血构成。而西班牙裔或拉丁美洲人佔了人口7.78%。在87.1%白人當中，有16.7%為德國人、10.8%為愛爾蘭人、以及10.7%為英國人。在63,775居民中，有92.6%人口的母語為英语，6.1%為西班牙语。
在25,205住户中，有30.3%擁有一個或以上的兒童（18歲以下）、54.2%為夫妻、10%為單親家庭、31.4%為非家庭、25.3%為獨居、10.40%住戶有同居長者。平均每戶有2.49人，而平均每個家庭則有2.95人。在63,775居民中，有25.8%為18歲以下、8.6%為18至24歲、25.5%為25至44歲、25.2%為45至64歲以及14.9%為65歲以上。人口的年齡中位數為38歲，每100個女性就有100.1個男性。而每100個成年女性（18歲以上）就有97.3個成年男性。
克拉馬斯縣的住戶收入中位數為$31,537，而家庭收入中位數則為$38,171。男性的收入中位數為$32,052，而女性的收入中位數則為$22,382。克拉馬斯縣的人均收入為$16,719。約12%家庭和16.8%人口在貧窮線以下，包括22.4%兒童（18歲以下）及7.7%長者（65歲以上）。